# Alberto da Costa e Silva
Alberto da Costa e Silva (San Paolo, 12 maggio 1931 – Rio de Janeiro, 26 novembre 2023) è stato un diplomatico, scrittore, politico e storico brasiliano.

## Biografia
Fu ambasciatore brasiliano in Portogallo dal 1986 al 1990, in Colombia dal 1990 al 1993 e in Paraguay dal 1993 al 1995.
Nel 2000 fu ammesso all'Accademia Brasiliana delle Lettere, di cui tenne poi la presidenza negli anni 2002 e 2003.
Nel 2014 gli venne assegnato il Premio Camões.
Si è spento ultranovantenne nel novembre 2023.